# Klava Koka

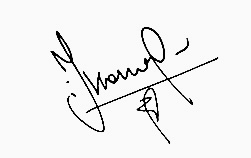
Firma di Klava Koka

Klava Koka (in russo Клава Кока?), pseudonimo di Klavdija Vadimovna Vysokova (in russo Клавдия Вадимовна Высокова?; Ekaterinburg, 23 luglio 1996), è una cantante, youtuber e conduttrice televisiva russa.

## Biografia
Originaria di Ekaterinburg, all'età di 13 anni si è trasferita insieme alla famiglia a Mosca.
Ha intrapreso la carriera musicale nel 2015, anno in cui ha partecipato al programma televisivo Glavnaja scena, andato in onda su Rossija 1, e ha firmato un contratto discografico con la Black Star, etichetta gestita dal rapper russo Timati. Dopo aver inciso diversi singoli e collaborazioni con artisti come Ol'ga Buzova e Egor Krid, ha visto la svolta commerciale grazie all'uscita del secondo album in studio Neprilično o ličnom, che ha esordito nella graduatoria dei dischi più venduti in Lettonia. Il disco ha prodotto il singolo Mne poch, in collaborazione con Morgenštern, che si è collocato nella top 40 della classifica lettone.
L'anno seguente ha messo in commercio Pokinula čat e Kraš, quest'ultima una collaborazione con Niletto riconosciuta con un premio Muz-TV. Entrambi i brani hanno riscosso successo a livello nazionale, diventando due delle hit radiofoniche più popolari dell'intero anno secondo la Tophit. Klava Koka è comparsa al 4º posto nella classifica degli artisti più riprodotti nel corso dei dodici mesi su YouTube in territorio russo, risultando la prima fra le donne.
Nell'ambito del premio Viktorija, il principale riconoscimento musicale dell'industria musicale russa, ha ottenuto tre candidature. Medesimo discorso agli MTV Europe Music Awards, dove è stata candidata come miglior artista di MTV Russia.
Nel novembre 2024 è stato presentato il suo terzo disco di inediti, dal titolo Depressaund; esso è stato anticipato dagli estratti Po znakomym ulicam, un duetto con Leša Svik, e Ubegaj. Klava Koka è stata riconosciuta col premio RU.TV alla miglior artista femminile nel maggio 2025.

## Discografia

### Album in studio
- 2015 – Kusto (come Klavdija Koka)
- 2019 – Neprilično o ličnom
- 2024 – Depressaund

### EP
- 2025 – Depressaund: Radio DFM Mix

### Singoli
- 2016 – Maj
- 2016 – Esli... (feat. Ol'ga Buzova)
- 2016 – Ne otpuskaj
- 2016 – Tiše
- 2017 – Ja ustala
- 2017 – Gde ty?
- 2017 – Netu vremeni
- 2017 – Prosti
- 2017 – Ja poljubila
- 2017 – Muraški
- 2018 – Vospominanie
- 2018 – Zaberi menja
- 2018 – Tik-tak
- 2018 – Ne oblamyvaj
- 2018 – Stala sil'nee
- 2018 – Krutiš'
- 2018 – Nenavižu-obožaju
- 2019 – Odinokij čelovek
- 2019 – Devočka-paj (feat. Timati)
- 2019 – Fak ju (con Ljusja Čebotina)
- 2019 – Vljublena v MDK
- 2019 – Zaja
- 2019 – Zanovo
- 2019 – Nogi delajut nogi
- 2019 – Polovina
- 2019 – Hookah Hunnies (con Bianca Bonnie e Brooke Lynne)
- 2019 – Mne poch (con Morgenštern)
- 2019 – Pokinula čat
- 2020 – Baby
- 2020 – Kraš (con Niletto)
- 2020 – Chimija
- 2020 – Sošla s uma
- 2020 – Kostër (con Hensy)
- 2020 – P'januju domoj
- 2021 – Sladkie mal'čiki
- 2021 – Nokaut (con Ruki Vverch)
- 2021 – Poduška
- 2021 – Točka
- 2021 – La la la
- 2021 – Derži (con Dima Bilan)
- 2021 – Katastrofa
- 2021 – Chočeš' (con Artur Pirožkov)
- 2022 – Dumal (feat. Soda Luv)
- 2022 – Bumerang
- 2022 – Škura (con Mari Krajmbreri)
- 2022 – Plačeš'
- 2022 – Ne so mnoj
- 2022 – Rozovaja Luna (con Džarachov e Sqwoz Bab)
- 2023 – Zamuž
- 2023 – Odnaždy (con Temnee)
- 2023 – Pjatnica (con DJ Smash)
- 2023 – Sorvalas'
- 2023 – (Ne) besiš'
- 2023 – Kaby ne bylo tebja (con Feduk)
- 2023 – Ne pišite byvšim
- 2024 – Nu, mëd
- 2024 – Bez mozgov (con Temnee)
- 2024 – Net problem
- 2024 – Leto
- 2024 – I Don't Care (con Nkeeei)
- 2024 – Po znakomym ulicam (con Leša Svik)
- 2024 – Ubegaj
- 2025 – Samolët
- 2025 – Maj
- 2025 – Do vesny
- 2025 – Eščë ljublju

### Collaborazioni
- 2019 – Grechi (Egor Krid feat. Klava Koka)